# Chindu
Chindu, också skrivet Thrindu, är ett härad i den autonoma prefekturen Yushu i Qinghai-provinsen i västra Kina. Det ligger omkring 520 kilometer sydväst om provinshuvudstaden Xining.